# Pachacamac (site archéologique)
Pour les articles homonymes, voir Pachacamac.

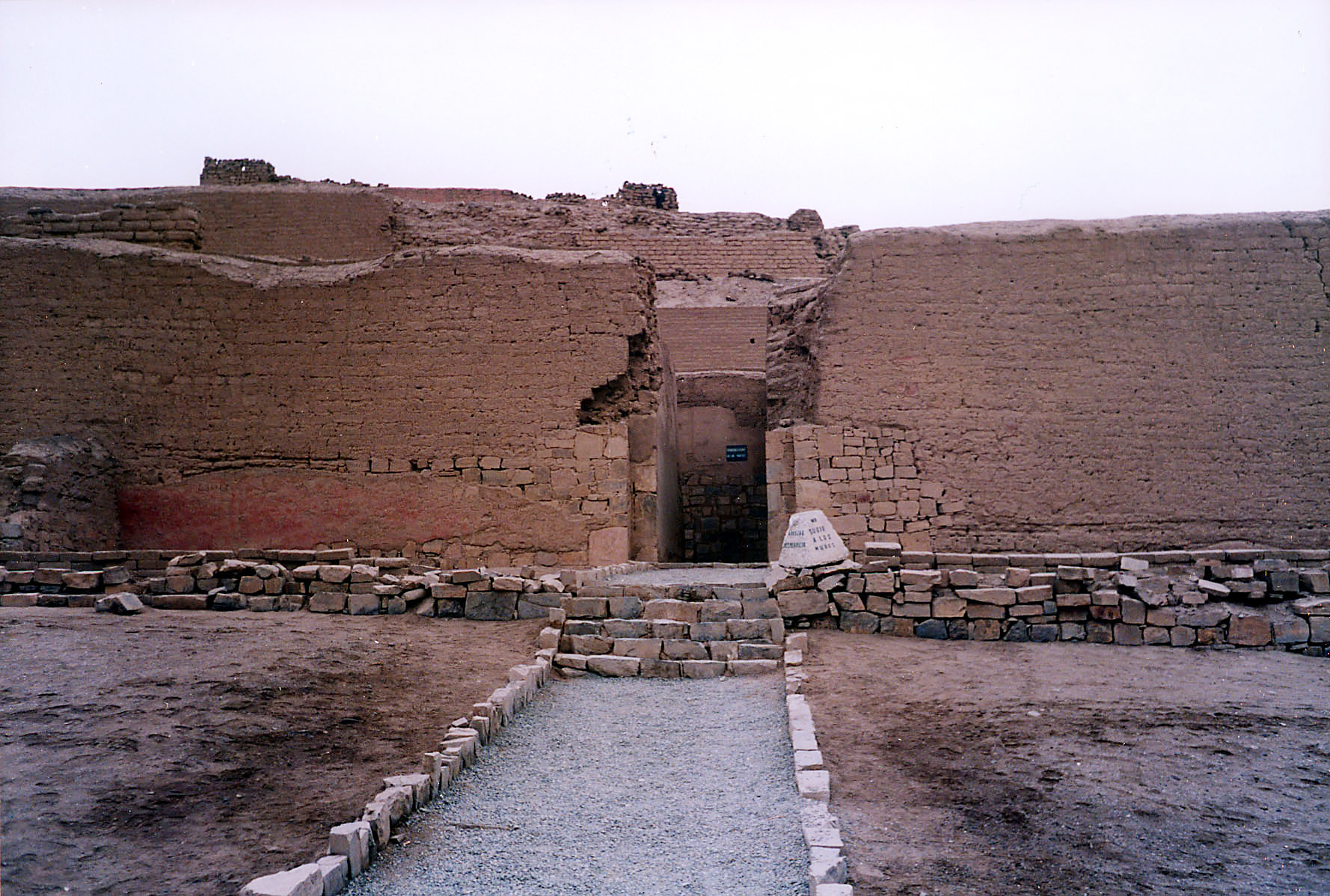
Entrée arrière du temple du Soleil

Le site archéologique de Pachacamac, situé à environ 30 km de Lima au Pérou, présente des ruines allant de la civilisation Lima (200-600 après Jésus-Christ) aux Incas (1450-1530).
Le site  regroupe plusieurs constructions imposantes et révèle une ville qui occupe — à différents moments dans le temps — les fonctions de centre religieux, de carrefour commercial et de centre administratif. Le parc archéologique s’étend sur 460 hectares et comprend plus de 50 structures architecturales dont la plupart sont constituées de pierres et d’adobes.
Le site est proposé en 1996 pour une inscription au patrimoine mondial et figure sur la « liste indicative » de l’UNESCO dans la catégorie patrimoine culturel.

## Fouilles archéologiques
Max Uhle fut un des premiers à entreprendre des fouilles archéologiques à Pachacamac. En 1896, il établit un plan détaillé du site et mit au jour le Temple du Soleil. Max Uhle excava aussi le cimetière situé devant le Temple Peint (ou Temple de Pachacamac) de même que le cimetière adjacent au Temple du Soleil où il fit la découverte de femmes sacrifiées.
En 1938, Alberto Giesecke découvrit la statue surnommée « L’idole de Pachacamac », alors qu’il dirigeait un projet de nettoyage du Temple Peint.
Julio C. Tello réalisa des fouilles entre 1940 et 1941 en concentrant ses efforts sur le Temple du Soleil, le Temple de Urpi Wachac et la Place des Pèlerins. Il effectua aussi des travaux de restauration dans le Temple de la Lune (aussi appelé Mamacona ou Acllawasi).
En 2009, les travaux archéologiques se poursuivaient toujours sur ce vaste site, comme l'archéologue belge Peter Eeckhout qui fouille 2 mois par an depuis plus de vingt ans. Par exemple, les archéologues sur place et les ouvriers terminaient d’excaver et de reconstituer la rue nord-sud. De plus, plusieurs structures sont toujours sous le sable ce qui laisse présager de nouvelles découvertes.

## Les principaux vestiges

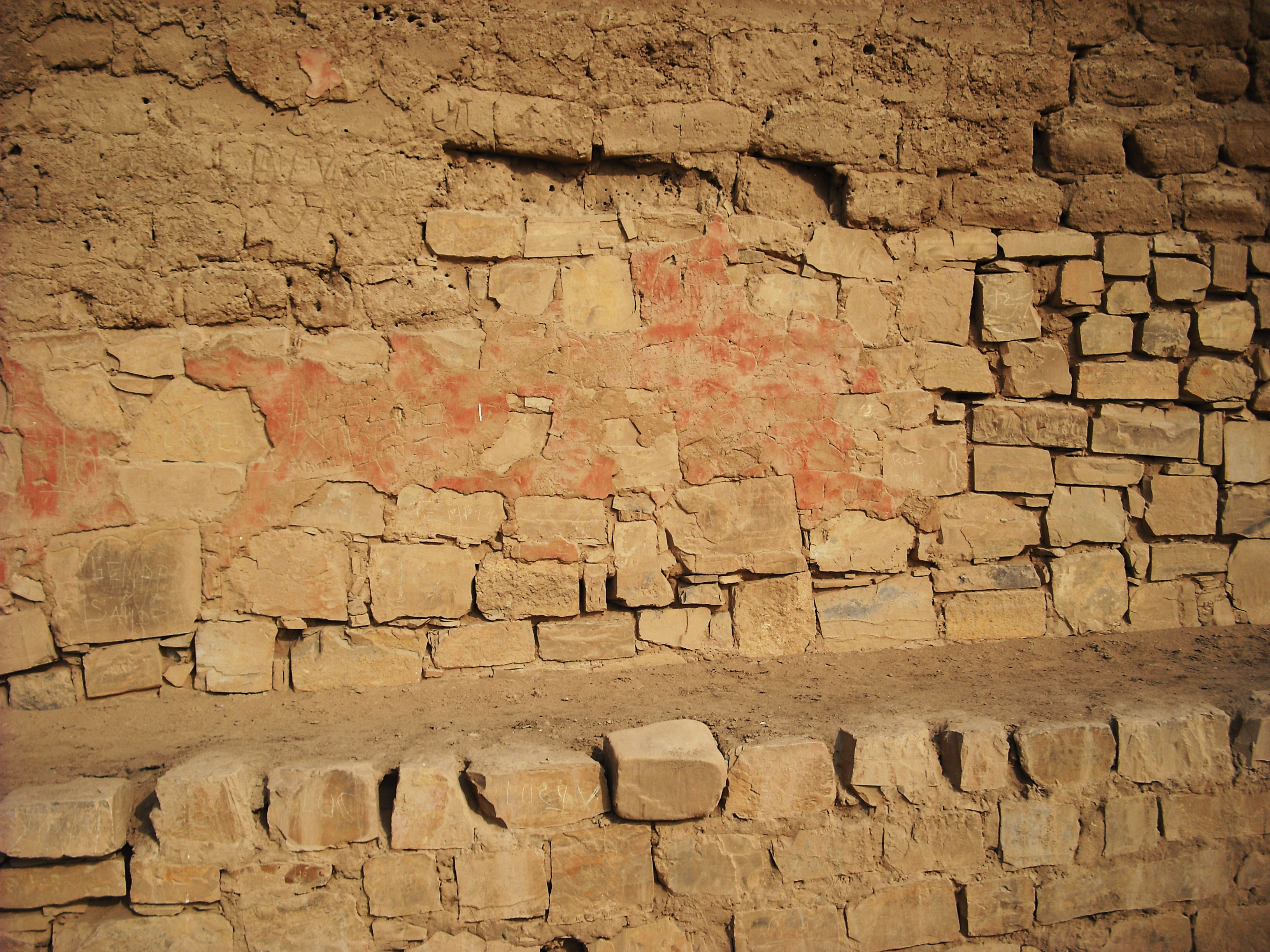
Plâtre rouge sur un des murs extérieurs du temple du Soleil

Parmi plus de 50 structures architecturales du site, l’Institut péruvien national de la culture identifie les suivantes comme étant les principaux édifices ou sections du site :
- Le Temple du Soleil
- La Mamacona (ou Acllawasi)
- Le Temple Peint (ou Temple de Pachacamac)
- Le Temple de Urpi Wachac
- Le vieux temple
- La place des Pèlerins
- Le complexe d’adobe
- La pyramide avec rampe N°1
- La pyramide avec rampe N°2
- La pyramide avec rampe N°3
- La rue Nord-Sud
- Le cimetière Max Uhle
- La résidence de Tauri Chumpi
- La maison des quipus

### Le Temple du Soleil
Construit par les Incas entre 1470 et 1533 sur un promontoire naturel, le Temple du Soleil est un édifice trapézoïdal dont le frontispice d'autrefois fait face à la mer. Les Incas se servaient du temple pour offrir des sacrifices humains et diverses offrandes au Soleil. Autrefois, ses façades étaient couvertes de plâtre rouge, lequel est toujours visible à certains endroits. Le Temple du Soleil est aussi nommé dans l’album de Tintin du même nom.

### La Mamacona

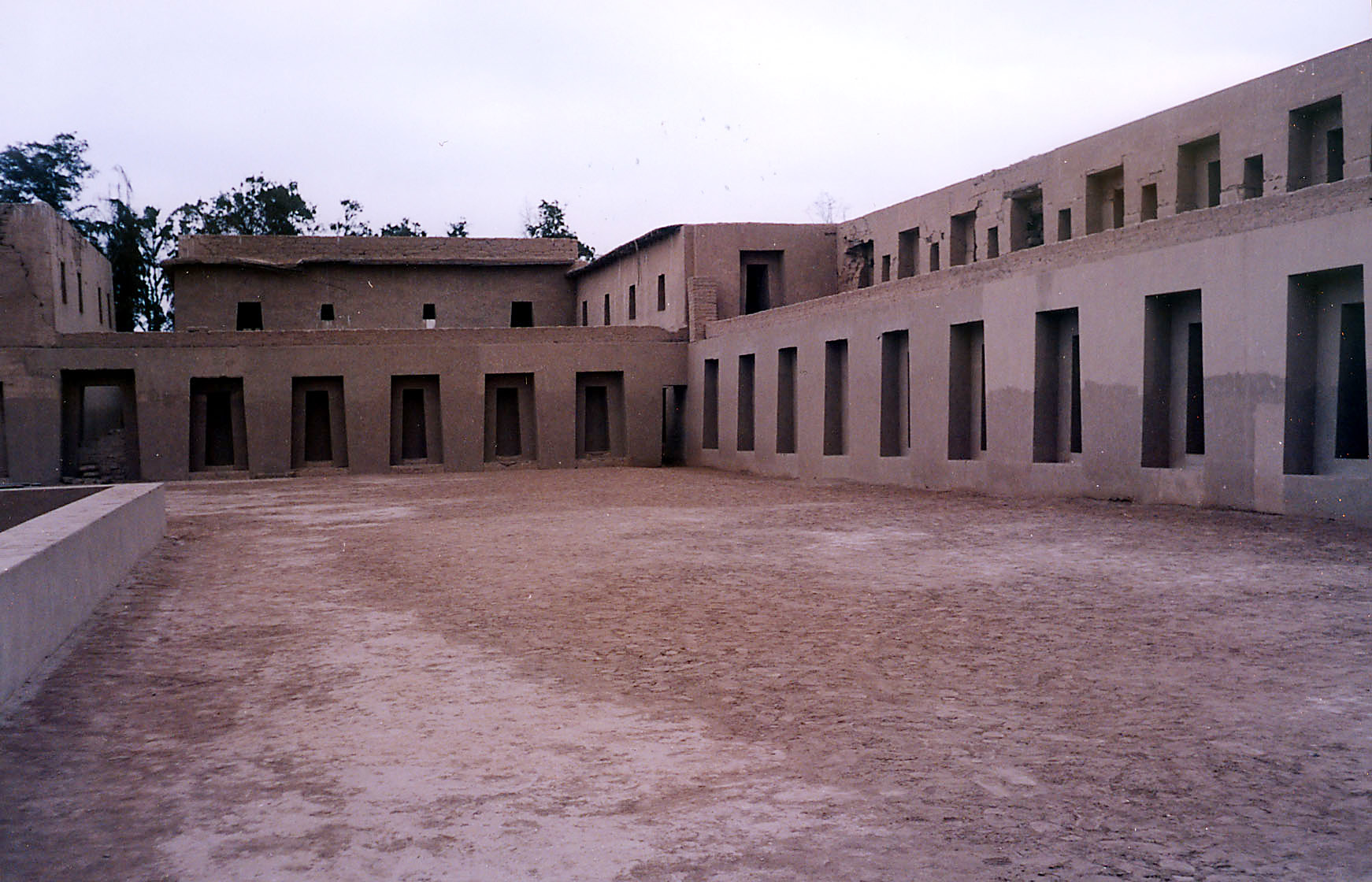
La Mamacona

La Mamacona, aussi appelée le Temple de la Lune ou Acllawasi, est une résidence construite par les Incas pour héberger certaines femmes religieuses dédiées au culte du Soleil. Mamacona signifie « maison des femmes choisies ». Le complexe entourant la résidence inclut un réseau de canaux souterrains et plusieurs bassins d’eau surement utilisés pour les cérémonies religieuses.

### Le Temple de Pachacamac (ou Temple Peint)
Ce temple rectangulaire comporte des remparts hauts de 6 mètres lesquels sont décorés de représentations anthropomorphiques, de poissons, d’oiseaux et de plantes. Les couleurs apparaissant sur ces murs sont le rouge, le jaune et le noir. Au sommet du temple se trouvait  autrefois « l’Idole de Pachacamac » qui fut retrouvée en 1938 par Alberto Giesecke. Une datation par le carbone 14 a montré que celle-ci a été façonnée au VIIIe siècle. De plus elle était peinte avec un pigment de cinabre extrait à environ 400 km du site.

### Filmographie
- Enquêtes archéologiques - Pachacamac, la Lourdes préhispanique (2016) 26 min Arte TV